# شكلية (أدب)
الشكلية أو المنهج الشكلي أو الصورية كما سُمي في بعض المصادر الأدبية بـ«المنهج اللغوي» هو المنهج الذي يعتمد على اللغة التي هي المادة الأولية للأدب، وليس بإمكان الشخص أن يعبر عن الفكرة أو الإحساس إلا باستخدام اللغة. ويتطلب النقد اللغوي معرفة صحيحة بتاريخ دلالات الألفاظ وتطورها وخاصة ما يخص الصفات والألفاظ العاطفية والمعنوية حيث أنها دائمة التحول والتغيير على عكس أسماء الماديات الثابتة.
يعتمد هذا النوع من النقد على التنظيم اللغوي للنصوص، ويؤكد على الانفصال بين المعنى الأدبي والتصورات العقلية والمنطقية. أول من استخدموا هذا المنهج النقدي هم الروس وتحديدا الجماعة الأولى لـ«حلقة موسكو اللغوية» التي تأسست سنة (1915 م). رغم أن المتأخرين من الشكليين عدلوا عن الفصل الحاد بين الشكل والمضمون، ولكنهم مازالوا يهتمون بالبراعة التقنية للكاتب ومهارته الحرفية. دون تركيز على المضمون الذي يعده أكثر النقاد، موضوعا مهما يؤثر تأثيرا مباشرا على سياق النص الأدبي ونقده.
ولهذا أدرك الشكليون فيما بعد أن الوسائل الأدبية ليست من قبيل القطع الثابتة الجاهزة التي يمكن للمرء أن يحركها كما يشاء داخل اللعبة الأدبية، لأن قيمة هذه الوسائل ومعناها يتغيران بتغيير الزمان والسياق، الأمر الذي يتعلق بالمضمون تحديدا، وهكذا بدؤوا عدم إلزام أنفسهم على رفض المضمون رفضا مطلقا. بل أصبح الشكل هو المحور، والمضمون أداة لمعالجة اللغة المستخدمة في المادة الأدبية.